# Microloxia advolata
Microloxia advolata là một loài bướm đêm trong họ Geometridae.